# 9. januar
9. januar je 9. dan leta v gregorijanskem koledarju. Ostaja še 356 dni (357 v prestopnih letih).

## Dogodki
- 1431 – začetek sojenja Ivani Orleanski v Rouenu
- 1693 – močan potres na Siciliji terja okoli 60.000 žrtev
- 1789 – v Mainzu premierno uprizorijo Goethejevo dramo Egmont
- 1899 – Španija izgubi Kubo, Filipine in Portoriko
- 1900 – v Rimu ustanovljen nogometni klub Lazio
- 1916 – Gallipoli zapusti zadnji zavezniški vojak
- 1917 – Nemčija se odloči začeti totalno podmorniško vojno
- 1942:
  - začetek dražgoške bitke
  - podpisana deklaracija o vojnih zločincih
- 1945 – Američani se izkrcajo na Luzonu na Filipinih
- 1960 – začetek gradnje Asuanskega jezu
- 1991:
  - sprejem sklepa o razorožitvi in razpustitvi vseh posebnih enot, ki niso v sestavi JLA; sklep sprejme zvezno predsedstvo
  - objava memoranduma slovenske vlade: zvezni vladi očita zapoznelo in neučinkovito reagiranje na srbski vdor v jugoslovanski denarni sitem in napove, da bo federaciji za proračun nakazovala le kotizacijo; memorandum potrdi tudi slovenska skupščina
- 2015 – v Parizu se konča dvojna drama s talci, ki se je začela z napadom teroristov na francoski satirični tednik Charlie Hebdo pred dvema dnevoma

## Rojstva
- 1554 – Alessandro Ludovisio - Gregor XV., papež italijanskega rodu († 1623)
- 1778 – Thomas Brown, škotski razsvetljenski filozof († 1820)
- 1823 – Johannes Friedrich August von Esmarch, nemški zdravnik († 1908)
- 1842 – Anton Hajdrih, slovenski skladatelj, zborovodja († 1878)
- 1856 – Anton Aškerc, slovenski pesnik, duhovnik († 1912)
- 1868 – Søren Peder Lauritz Sørensen, danski kemik († 1939)
- 1869 – Richard Abegg, nemški fizikalni kemik († 1910)
- 1878 – John Broadus Watson, ameriški psiholog († 1958)
- 1890 – Karel Čapek, češki pisatelj († 1938)
- 1902 – Josemaría Escrivá de Balaguer y Albás, španski duhovnik, ustanovitelj Opus Dei († 1975)
- 1908 – Simone de Beauvoir, francoska pisateljica, filozofinja, eksistencialistka, feministka († 1986)
- 1913 – Richard Milhous Nixon, ameriški predsednik († 1994)
- 1921 – Agnes Keleti, madžarska atletinja in olimpijka
- 1924 – Sargis Hovsepi Paradžanjan - Sergej Josifovič Paradžanov, armenski filmski režiser († 1990)
- 1925 – Lee Van Cleef, ameriški filmski igralec († 1989)
- 1936 – Marko Munih, slovenski dirigent
- 1941 – Joan Baez ameriška »folk« pevka
- 1944 – Jimmy Page britanski glasbenik, kitarist (Led Zeppelin)
- 1954 – Mirza Delibašić bosanski košarkar († 2001)
- 1958 – Mehmet Ali Ağca, turški atentator na papeža Janeza Pavla II.
- 1979 –

- Markus Larsson, švedski smučar
- Peter Žonta, slovenski smučarski skakalec

- 1980 – Uroš Zorman, slovenski rokometaš
- 1984 – Chiara Corbella Petrillo, italijanska laikinja in kandidatkinja za svetnico († 2012)
- 1998 – Teja Črešnik, slovenska košarkašica

## Smrti
- 1150 – cesar Xizong, dinastija Jin (* 1119)
- 1282 – Abu Uthman Said ibn Hakam al-Qurashi, kadi Minorke (* 1204)
- 1283 – Wen Tianxiang, kitajski državnik, pesnik (* 1236)
- 1441 – Paul von Rusdorf, 29. veliki mojster Tevtonskega viteškega reda (* okoli 1385)
- 1536 – Johannes Turmair Aventinus, nemški humanist, zgodovinar (* 1477)
- 1757 – Bernard le Bovier de Fontenelle, francoski pisatelj (* 1657)
- 1799 – Maria Gaetana Agnesi, italijanska matematičarka, filozofinja, jezikoslovka (* 1718)
- 1848 – Caroline Lucretia Herschel, nemško-angleška astronomka (* 1750)
- 1873 – Napoleon III., francoski cesar (* 1808)
- 1894 – Friedrich Louis Dobermann, nemški vzreditelj psov (* 1834)
- 1908 – Wilhelm Busch, nemški slikar, pesnik (* 1832)
- 1911 – Edvard Rusjan, slovenski letalec (* 1886)
- 1939 – Johann Maria Eduard Strauss, avstrijski skladatelj (* 1866)
- 1942 – Heber Doust Curtis, ameriški astronom (* 1872)
- 1947 – Karl Mannheim, madžarsko-nemški sociolog judovskega rodu (* 1893)
- 1948 – Nikolaj Pirnat, slovenski slikar (* 1903)
- 1981 – Archibald Joseph Cronin, škotski pisatelj (* 1896)
- 1985 – sir Robert Mayer, britanski filantrop nemškega rodu (* 1879)
- 2004 – Norberto Bobbio, italijanski pravnik, filozof in politolog (* 1909)
- 2011 – Peter Yates, britanski filmski režiser (* 1929)

## God
- sveti Peter Armenski
- sveti Hadrijan
- sveti Gregor X.